# Epaksa
Epaksa, właśc. Lee Yong-seok (kor. 이박사) (ur. 5 października 1954 w prowincji Gyeonggi) – południowokoreański wokalista z gatunku techno-trot, który był popularny w latach 90. i 2000.

## Dyskografia
- Sinbaram Epaksa Vol. 1 (1989)
- Encyclopedia of Pon-Chak Party 1 & 2 (kwiecień 1996)
- 2002 E-Pak-Sa's Space Odyssey (1996)
- 5 cm Higher and Rising! (1996)
- I'm Space Fantasy (with Denki Groove) (1997)
- Space Fantasy (1st album) (lipiec 2000)
- Winter Tech-Pon (22 listopada 2000)
- Pak Sa Revolution & Emotion (2nd album) (styczeń 2003)
- Asura-Bal-Bal-Ta (23 sierpnia 2012)